# Давидов Отто Миколайович
Отто Миколайович Давидов (нар. 14 липня 1938, Ханлар, Азербайджан — 12 травня 2013, Київ) — український паразитолог і гідробіолог, фахівець з паразитів і хвороб риб, кандидат біологічних наук (1968), автор 372 опублікованих праць, зокрема 17 монографій і довідників та 8 науково-популярних видань.

## Життєпис
Народився у 1938 році в багатодітній родині у місті Ханлар в Азербайджані. 
У 1956 році переїхав у Львів, а 1957 року вся родина перебралася до Києва. 
У 1963 році закінчив кафедру зоології безхребетних біологічного факультету Київського університету. 
У 1964 році поступив до аспірантури у Інститут медичної паразитології та тропічної медицини (м. Москва) і 1968 року успішно захистив кандидатську дисертацію на тему «Изучение физиологии нервно-мышечной системы аскарид и механизма действия пиперазина» під керівництвом професора А. І. Коротова. 
Повернувшись у 1968 році до України працював у
Інституті гідробіології АН УРСР, спочатку у відділі санітарної гідробіології, а з 1970 року перейшов у створений академіком О. П. Маркевичем відділ гідропаразитології того ж закладу. 
У 1970-1978 рр. Отто Миколайович очолював лабораторію екологічної фізіології паразитів риб у складі відділу гідропаразитології, що працювала над вивченням фізіології, біохімії, імунології та гістології гельмінтів. Лабораторія розміщувалася на біологічній станції на березі Київського водосховища в с. Лютіжі, Київської обл. Спочатку більша частина досліджень базувалася на вивченні гельмінтів, отриманих від природно заражених риб. Досліджували рухові реакції черв'яків, роль тіаміну в життєдіяльності їхніх личинок, вміст мікроелементів у тканинах, пристінкове травлення цестод тощо. 
З 1973 р. увагу співробітників було спрямовано на вивчення цестоди Bothriocephalus acheilognathi - збудника небезпечного захворювання, що призводить до значної загибелі молоді коропових риб у ставкових господарствах і розплідниках. В тому ж році відділ було переведено в Інститут зоології АН УРСР. З того часу до кінця життя О. М. Давидов працював у паразитологічних відділах цієї установи.
У 1981-1985 рр. Отто Давидов керував темою «Екологічні дослідження хазяїно-паразитних стосунків з метою розробки заходів боротьби з інвазійними хворобами риб у господарствах індустріального типу».
Уперше в експериментальних умовах Отто Миколайович розробив біологічний метод боротьби з небезпечною рибою-вселенцем ротаном-головцем, яка є носієм паразитів, що мають епізоотичне значення, а також є харчовим конкурентом риб, які розводяться в аквакультурі. Запропонований метод передбачав зниження чисельності ротана на 60-80% шляхом зараження його глохідіями - паразитичними личинками двостулкових молюсків. Впровадження зазначеного методу в практику аквакультури дає можливість підвищити рибопродуктивність, зберегти видове різноманіття місцевих риб і чисельність двостулкових молюсків, а також знизити забруднення водного середовища (Патент на корисну модель, 2010).
В останні роки життя (2011-2013 рр.) Отто Миколайович вивчав біорізноманіття паразитів і структуру паразитарних систем фонових видів риб під впливом низки антропогенних чинників. Його аналіз свідчить про можливе посилення ролі паразитарного навантаження на водні об'єкти України, що мають рибогосподарське значення, насамперед за рахунок паразитів із прямим циклом розвитку. Він показав сучасну структуру паразитарного співтовариства коропових риб в аквакультурі В'єтнаму. При цьому Отто Миколайович Давидов акцентував увагу на необхідності врахування такого роду інформації під час інтродукційно-акліматизаційних робіт і важливості застосування лікувально-профілактичних методів. На жаль, ця робота залишилася незакінченою.

## Найважливіші праці

### Наукові статті
- Давыдов О. Н., Перевозченко И. И., Брагинский Л. П., Балльон Я. Г. Изучение кумуляции, десорбции и механизма действия хлорорганических ядохимикатов у цестод рыб // Паразитология. — 1976. — Т. 10, № 3. — С. 238—246.
- Давыдов О. Н. Рост, развитие и плодовитость Bothriocephalus gowkongensis (Yeh, 1955) — паразита карповых рыб // Гидробиологический журнал. — 1978. — Т. 14, № 4. — С. 70–77.
- Давыдов О. Н. Влияние Bothriocephalus gowkongensis (Yeh, 1955) на морфофизиологические показатели карпа // Гидробиологический журнал. — 1978. — Т. 14, № 6. — С. 59–64.
- Давыдов О. Н., Межжерин С. В. О первичности экологических критериев выделения популяции // Гидробиологический журнал. — 1982. — Т. 18, № 3. — С. 14–19.
- Давыдов О. Н., Серегина Л. Я., Стражник Л. В., Куровская Л. Я. Особенности паразитофауны рыб водоема-охладителя Киевской ТЭЦ-5 // Вестник зоологии. — 1982. — № 4. — С. 16–20.
- Давыдов О. Н., Исаева Н. М. Паразитозы рыб в тепловодных хозяйствах // Гидробиологический журнал. — 1990. — Т. 26, № 4. — С. 78–84.
- Давыдов О. Н., Исаева Н. М. Паразиты рыб при воздействии токсикантов в природе и в эксперименте // Гидробиологический журнал. — 1997. — Т. 33, № 3. — С. 70–80.
- Давыдов О. Н., Куровская Л. Я., Балахнин И. А., Шевчук П. Ф. Физиологические экспресс-методы диагностики болезней рыб // Гидробиологический журнал. — 2000. — Т. 36, № 4. — С. 99–110.
- Давыдов О. Н., Исаева Н. М., Куровская Л. Я., Базеев Р. Е. Опухоли рыб, вызываемые вирусами (обзор) // Гидробиологический журнал. — 2001. — Т. 37, № 4. — С. 74–91.
- Давыдов О. Н., Исаева Н. М., Куровская Л. Я., Базеев Р. Е. Роль токсического загрязнения в опухолеобразовании у рыб (обзор) // Гидробиологический журнал. — 2001. — Т. 37, № 5. — С. 81–97.
- Давыдов О. Н., Куровская Л. Я., Воловик Г. П. О роли дийодтирозина в повышении устойчивости рыб к инвазиям // Доповіді НАН України. — 2003. — № 10. — С. 175—178.
- Давыдов О. Н., Куровская Л. Я., Темниханов Ю. Д. Личинки гельминтов гидробионтов, патогенные для человека и теплокровных животных // Гидробиологический журнал. — 2004. — Т. 40, № 3. — С. 103—111.
- Давидов О. М., Куровська Л. Я. Сучасна епізоотична ситуація іхтіофауни прісноводних водойм України // Вісник Державного агроекологіч. ун-ту. — 2007. — Т. 1, № 2 (19). — С. 101—106.
- Давыдов О. Н., Куровская Л. Я., Темниханов Ю. Д. и др. Паразитические сообщества рыб-вселенцев водоемов Украины: прогноз возможных изменений // Гидробиологический журнал. — 2009. — Т. 45, № 3. — С. 74–83.
- Давыдов О. Н., Куровская Л. Я., Темниханов Ю. Д., Неборачек С. И. Формирование связей паразитов и их хозяев в антропогенно измененных гидробиоценозах // Гидробиологический журнал. 2011. — Т. 47, № 3. — С. 80–90.
- Davydov O. N., Lysenko V. N., Kurovskaya L. Ja. Species diversity of carp, Cyprinus carpio (Cypriniformes, Cyprinidae), parasites in some cultivation regions. — Vestnik Zoologii. — 2011. — V. 46, N 6. — P. 491—502.

### Наукові монографії та довідники
- Давыдов О. Н., Куровская Л. Я. Паразито-хозяинные отношения при цестодозах рыб. — Киев: Наукова думка, 1991. — 169 с.
- Давыдов О. Н., Исаева Н. М. Химические и биологические препараты в рыбоводстве. — Киев: Наукова думка, 1992. — 120 с.
- Брагинский Л. П., Давыдов О. Н. Экологическая экспертиза причин массовой гибели рыб. — Киев: Институт зоологии НАН Украины, 1996. — 128 с.
- Давидов О. М. Сучасні аспекти оздоровлення риб в аквакультурі. — Київ: Інститут зоології НАН України, 1998. — 112 с.
- Давыдов О. Н., Исаева Н. М., Балахнин И. А. и др. Патогены, рыба и среда обитания. — Киев: Институт зоологии НАН Украины, 1998. — 250 с.
- Давыдов О. Н., Исаева Н. М., Куровская Л. Я. Диагностические показатели в ихтиопатологии. — Киев: Институт зоологии НАН Украины, 1999. — 154 с.
- Давыдов О. Н., Исаева Н. М., Куровская Л. Я. Ихтиопатологическая энциклопедия. — Киев: Украинский фитосоциологический центр, 2000. — 164 с.
- Давыдов О. Н., Куровская Л. Я., Исаева Н. М. и др. Экспресс-диагностика болезней рыб. — Киев: «Логос», 2001. — 168 с.
- Давыдов О. Н., Темниханов Ю. Д. Болезни пресноводных рыб. — Киев: Ветинформ, 2004. — 544 с.
- Давидов О. М., Темніханов Ю. Д. Основи ветеринарно-санітарного контролю у рибництві. — Київ: «Інкос», 2004. — 143 с.
- Давыдов О. Н., Темниханов Ю. Д., Куровская Л. Я. Патология крови рыб. — Киев: Украинский фитосоциологический центр, 2006. — 212 с.
- Давыдов О. Н., Абрамов А. В., Темниханов Ю. Д. Ветеринарно-санитарный контроль пищевых гидробионтов. — Черкассы: Изд-во «АНТ», 2007. — 458 с.
- Давыдов О. Н. Глистные болезни человека, приобретаемые от животных. — Киев. «ИНКОС», 2007. — 112 с.
- Давыдов О. Н. Инфекционные болезни человека, приобретаемые от животных. — Киев: Институт зоологии НАН Украины, 2008. — 220 с.
- Давыдов О. Н., Абрамов А. В., Куровская Л. Я. и др. Биологические препараты и химические вещества в аквакультуре. — Киев: Логос, 2009. — 307 с.
- Давыдов О. Н., Неборачек С. И., Куровская Л. Я., Лысенко В. Н. Экология паразитов рыб водоемов Украины. — Киев: Институт зоологии НАН Украины, 2011. — 492 с.

### Науково-популярні видання
- Давидов О. М. Підступні супутники тварин і людини. — Київ: Наукова думка, 1978. — 103 с.
- Давыдов О. Н. Гельминты. — Киев: Наукова думка, 1984. — 135 с.
- Давыдов О. Н. Загадочный мир паразитических червей. — Киев: Институт зоологии НАН Украины, 1996. — 87 с.
- Давыдов О. Н. Приусадебное рыбоводство. — Киев: Логос, 2000. — 138 с.
- Давыдов О. Н. Познай своего паразита. — Киев: Украинский фитосоциологический центр, 2001. — 258 с.
- Давыдов О. Н. Этюды о феномене паразитизма. — Киев: «Инкос», 2013. — 112 с.